# ニコラ・サン＝リュフ
ニコラ・サン＝リュフ（Nicolas Saint-Ruf 、1992年10月24日 - ）は、フランス・ルーアン出身のサッカー選手。フランス全国選手権・USオルレアン所属。ポジションは、ディフェンダー（センターバック）。